# Микроливадо
Микроливадо је насељено место у општини Гребен у периферији Западна Македонија, Грчка. Према попису из 2021. године било је 26 становника.
Према бугарском географу и историчару, Василу Канчову, у Микроливаду је 1900. године живело 120 Аромуна. Село се раније звало Лабаница.